# Michael Cooper (fotograf)
Michael Coooper (ur. 16 maja 1941, zm. 1973) – brytyjski fotograf, autor zdjęć zespołów rockowych wykonywanych w latach 60. i 70., szczególnie The Rolling Stones i The Beatles.

## Życiorys
Był współtwórcą fotografii, które posłużyły za projekt okładki kilku albumów muzycznych tych zespołów, m.in. Sgt. Pepper’s Lonely Hearts Club Band zespołu The Beatles i Their Satanic Majesties Request The Rolling Stones. Jego studio mieściło się w Londynie, przy Flood Street. Był też dokumentalistą życia ww. zespołów. Fotografował muzyków nie tylko w trakcie występów podczas ich tras koncertowych, ale przede wszystkim to, jak zachowywali się w czasie wolnym, w tym m.in. przy zażywaniu narkotyków.
W 1964 roku poznał marszanda Roberta Frasera, który zapoznał go ze światem muzyki rockowej. Dzięki niemu poznał takie zespoły jak The Beatles, The Rolling Stones, muzyków solowych Marianne Faithfull i Erica Claptona, a także pisarzy Allena Ginsberga, Williama S. Burroughsa, artystę pop-art Andy’ego Warhola i innych. Wtedy też zaczął zażywać narkotyki, m.in. heroinę i LSD.
Szczególna przyjaźń łączyła go z Fraserem i Keithem Richardsem, gitarzystą The Rolling Stones. Bywał gościem posiadłości Richardsa Redlands w West Sussex. To tam po raz pierwszy został zatrzymany przez policję za posiadanie narkotyków.
Cooper przez całe życie zmagał się z ciężką depresją, pogłębianą przez uzależnienie od heroiny. W swojej autobiografii, Keith Richards wspomina, że już w 1967 roku fotograf docierał do punktu [depresji], z którego nie ma odwrotu. Zmarł śmiercią samobójczą w 1973. Wcześniej zostawił list pożegnalny do swojego syna Adama.
W 1990 roku Brian Roylance wydał album fotografii Coopera pt. Blinds and Shutters. Jego fotografie występują też w albumach Michael Cooper: You Are Here – The London Sixties (red. Robin Muir, 1999), The Early Stones (red. Perry Richardson), The Rolling Stones 50 lat (aut. członkowie zespołu The Rolling Stones, 2012) oraz autobiografii Keitha Richardsa Life z 2011 roku. Sam Richards wielokrotnie podkreśla w niej, że bardzo cenił fotografię Coopera, nazywając go Poetą Obiektywu.

## Życie prywatne
Był żonaty z Rose, z którą miał syna Adama.